# Noémie Roy
Œuvres principales
- Parmi celles qui flambent (2021)
- L'épingle filante (2024)

Noémie Roy est une écrivaine québécoise née en 1990 à Granby.

## Biographie
Son premier recueil de poésie, Parmi celles qui flambent, paraît en 2021 aux éditions Les Herbes rouges. Il est notamment qualifié par Lettres québécoises de « recueil tout en ravissements, et d’une très grande beauté.» Les poèmes abordent « la réappropriation du corps, le retour à soi dans une langue qui irradie.» En 2024, elle publie son deuxième recueil de poésie, L’épingle filante, aux éditions Les Herbes rouges. Elle y explore son expérience de la maternité sous un angle poétique, existentiel et politique,,. La revue Liberté qualifie ce recueil « d'acte décisif et généreux ». Ses textes sont aussi parus dans quelques revues, dont Exit et Zinc.
Détentrice d’une maitrise en études théâtrales, Noémie Roy déploie une approche interdisciplinaire. Certains de ses projets littéraires touchent aux arts de la scène, aux arts visuels et aux arts numériques. En 2025, elle collabore au projet En vitrine en partenariat avec Le Labo et l'Université de l'Ontario français pour créer une oeuvre textile inspirée de son recueil L'épingle filante conçue à partir d'organza et de laine cardée,,.
Depuis 2021, elle partage son expérience de la littérature dans un contexte pédagogique en tant qu’enseignante.
Elle habite, à ce jour, la ville d’Oshawa en Ontario.

## Œuvres

### Poésie
- Parmi celles qui flambent, Montréal, éditions Les Herbes rouges, 2021, 95 p.  (ISBN 2894197667).
- L'épingle filante, Montréal, éditions Les Herbes rouges, 2024, 92 p.  (ISBN 2894198760).

### Anthologie
- Exit, mini anthologie, Montréal, no.100 , 2020, 100 p.[16].

### Revues littéraires
- « L'alchimie des cavernes », Revue Exit, Éditions Gaz Moutarde, no. 87, 2016.
- « Combien de surfaces », Revue Exit, Éditions Gaz Moutarde, no. 99, 2020.
- « Ce que je fais ici », Revue Zinc, spécial Lieux Hantés, no. 55, 29 novembre 2021, 120 p.

### Sur la scène
- Un revers du monde, Mois de la poésie, pluridisciplinaire, 2019.
- Lab-forestier, Tangente, danse, 2020[17].
- La forêt flottante, Chantiers/constructions artistiques, pluridisciplinaire, 2021[18].

### Sur le web
- Verrons-nous l'arbre danser?, Art à part, galerie web, 2020[19].

### Expositions
- 6 degrés, projet épistolaire féministe, Le Labo (en collaboration), 2024[20].
- Les lectures électroniques, Le Labo (en collaboration), 2024[21].
- En vitrine saison 2, Résistances silencieuses, commissaire Mathilde Rousseau, Le Labo, 2025[22].